# Thomas Green (canoísta)
Thomas Green (Queensland, 3 de junho de 1999) é um canoísta australiano, campeão olímpico.

## Carreira
Thomas Green conquistou a medalha de ouro nos Jogos Olímpicos de Verão de 2020 em Tóquio na prova de K-2 1000 m masculino, ao lado de Jean van der Westhuyzen, com o tempo de 3:15.280 minutos. Nos Jogos Olímpicos de Verão de 2024, em Paris, conquistou a medalha de bronze na competição do K-2 500 m masculino, também ao lado de Green, com o tempo de 1:27.15.